# Kopista (Góry Sowie)
Kopista (niem. Steinkoppe, 701 m n.p.m.) – wzniesienie w Sudetach Środkowych, w północno-środkowej części Gór Sowich.
Wzniesienie położone jest w środkowej części grzbietu odchodzącego na północny wschód od Słonecznej, na północ od Przełęczy Trzy Buki. Jest to wzniesienie w formie malutkiego szczytu z niewyraźnie zaznaczonym wierzchołkiem na obszernym zrównaniu.
Góra zbudowana jest z prekambryjskich paragnejsów i migmatytów. Na północnym zboczu w pobliżu szczytu na początku Doliny Kamiennej, wypływa główny – środkowy potok Brzęczek. Wzniesienie w całości porośnięte lasem regla dolnego z niewielką domieszką buka. Wzniesienie położone jest na obszarze Parku Krajobrazowym Gór Sowich.